# Лорд-лейтенант Большого Лондона
Лорд-лейтенант Большого Лондона (англ. Lord Lieutenant of Greater London) — должность официального представителя монарха Великобритании в церемониальном графстве Большой Лондон. Должность была создана в 1965 году, объединив в себе полномочия должностей лорда-лейтенанта графства Лондон (существовала с 1889 по 1965 год) и лорда-лейтенанта графства Миддлсекс (существовала с 1794 по 1965 год). Полномочия лорда-лейтенанта охватывают все 32 боро Лондона, за исключением лондонского Сити, который находится в ведении лорда-мэра Лондона.
Список лордов-лейтенантов Большого Лондона:
- Фельдмаршал Харольд Александер, 1 апреля 1965—1966
- Сэр Джеральд Темплер, 28 декабря 1966—1973
- Чарльз Элуорти, 12 сентября 1973—1978
- Нора Филлипс, баронесса Филлипс, 1978—1986
- Эдвин Брамалл, барон Брамалл, 1986—1998
- Питер Имберт, барон Имберт, 1998 — 27 Апреля 2008
- Сэр Дэвид Брюэр 27 апреля 2008—2015[3]
- Сэр Кеннет Олиса, 2015 — настоящее время